# Josef Vachek
Josef Vachek, född 1 mars 1909 i Prag, död 31 mars 1996 i Prag, var en tjeckisk lingvist, anglist och bohemist. Vachek var en framträdande medlem av Pragskolan. Han var professor i engelsk lingvistik vid Masarykuniversitetet i Brno från 1946 till 1962.